# Loubajac
Loubajac är en kommun i departementet Hautes-Pyrénées i regionen Occitanien i sydvästra Frankrike. Kommunen ligger i kantonen Saint-Pé-de-Bigorre som tillhör arrondissementet Argelès-Gazost. År 2022 hade Loubajac 435 invånare.

## Befolkningsutveckling
Antalet invånare i kommunen Loubajac
| Referens: INSEE |